# 介质无关接口
介质无关接口（英語：media-independent interface，MII）最初被定义为连接快速以太网（如100Mbps）媒体接入控制（MAC）的连接到PHY chip時所使用的介面。
訊號腳位包含：
- IC對PHY作讀取與寫入用的一組訊號：MDC(clock),MDIO(data)
- 輸入做為data sampling reference用的兩組clock，頻率應為25MHz(TX_CLK,RX_CLK)
- 各4-bit的輸出、輸入Bus（TX[0:3]，RX[0:3]）
- 通知對方準備輸入資料的輸出、輸入的啟動訊號（TX_EN,RX_EN）
- 輸出、輸入訊號的錯誤通知訊號（TX_ER,RX_ER）
- 得到有效輸入資料的通知訊號（RX_DV）
- 網路出現壅塞的collision訊號（Col）
- 做為carrier回覆用的訊號（CRS）
- 電位可使用+5V或+3.3V

其中IC至PHY定義為輸出、PHY至IC定義為輸入

## 電氣特性（包含檔頭）
使用8B/10B之編碼，故其運作在125Mbps時，可以傳送100Mbps之資料（使用NRZ編碼
資料來源：
此介面由IEEE 802.3u所定義